# Piwowary (Litwa)
Piwowary (lit. Pivorai) – wieś na Litwie leżąca nad rzeką Birwitą, 3 km od wsi Dzisna.

## Historia
Wieś była znana w 1744 roku jako miejscowość w parafii w Twereczu.
Wieś została opisana w Słowniku geograficznym Królestwa Polskiego. Z opisu wynika, że w 1887 roku leżała w gminie Twerecz, w powiecie święciańskim guberni wileńskiej Imperium Rosyjskiego. W 15 domach mieszkało tu 153 mieszkańców, katolików (w 1864 roku 66 dusz rewizyjnych). Była to wieś włościańska i należała do dóbr skarbowych Dzisna. 
W okresie międzywojennym wieś i zaścianek Piwowary leżały w granicach II Rzeczypospolitej w gminie wiejskiej Twerecz, w powiecie święciańskim, w województwie wileńskim.
Po agresji ZSRR na Polskę w 1939 roku wieś została zajęta przez Armię Czerwoną i włączona do BSRR, a w 1940 do LSRR. W latach 1941–1944 pod okupacją niemiecką. Następnie leżała w LSRR. Od 1991 roku w Republice Litewskiej.